# Carmen Arrufat

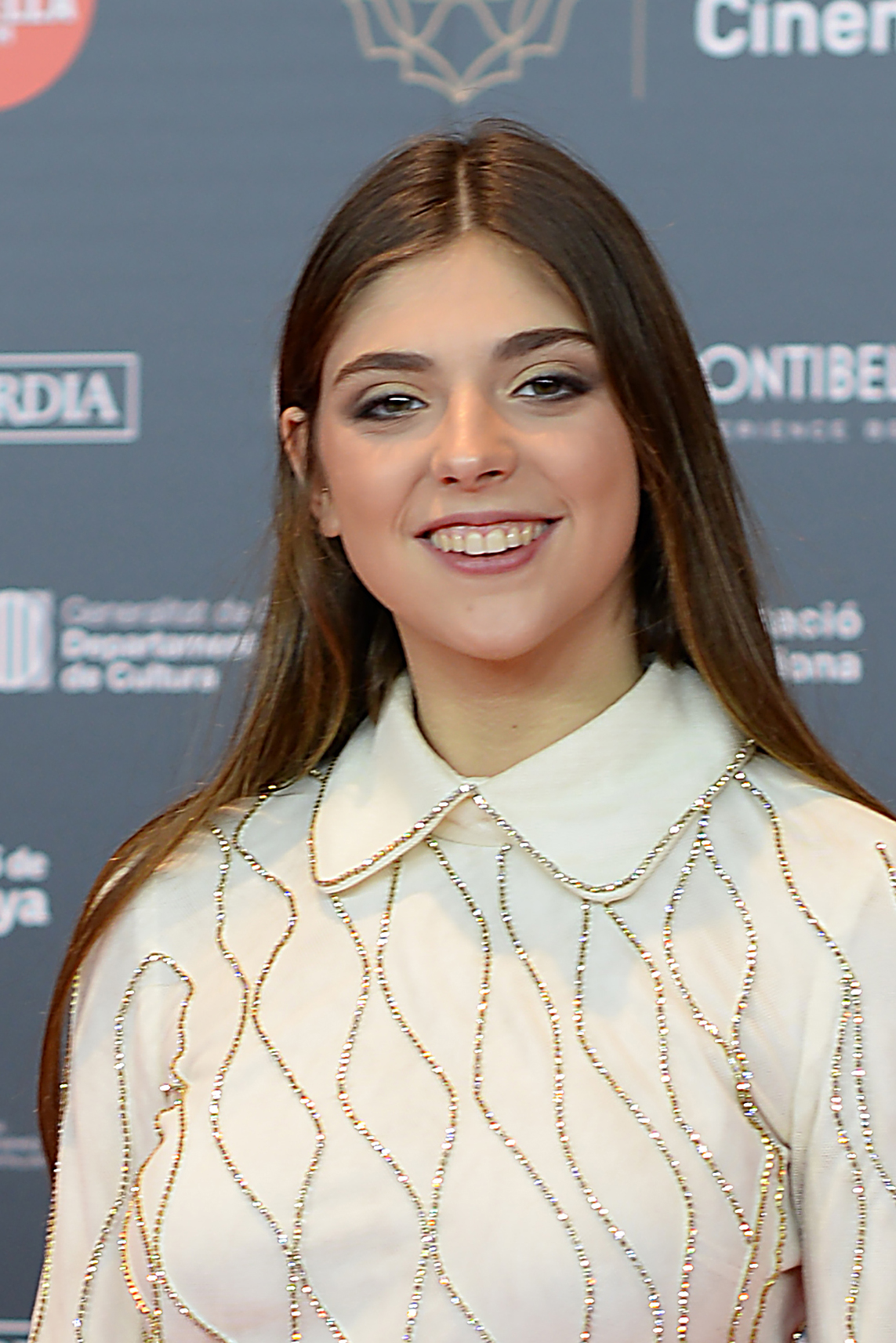
Carmen Arrufat (2020)

Carmen Arrufat Blasco (* 11. Oktober 2002 in Castellón de la Plana, Autonome Region Valencia) ist eine spanische Schauspielerin.

## Leben
Carmen Arrufat nahm ab ihrem elften Lebensjahr Schauspielunterricht, unter anderem an Victor Antolís Aula, Cine y TV.
2019 war sie im Film Nada será igual von Víctor Antolí als Joanna zu sehen. Für ihre Darstellung der Lis in La inocencia von Lucía Alemany wurde sie 2019 im Rahmen der Verleihung der Premios del Audiovisual Valenciano als beste Schauspielerin ausgezeichnet und für einen Goya als beste Nachwuchsdarstellerin nominiert.
In der ersten Staffel der Serie HIT – Wer erzieht hier wen? mit Daniel Grao in der Titelrolle des Lehrers Hugo Ibarra Tomás alias HIT übernahm sie 2020 eine Hauptrolle als Elena „Lena“ Vallejo Posse. Anfang 2022 wurde sie als eine von fünf neuen Schauspielern der 6. Staffel der Netflix-Serie Élite präsentiert. In der Krimiserie You shall not lie – Tödliche Geheimnisse (2022) von Pau Freixas verkörperte sie die Rolle der Natalia.

## Filmografie (Auswahl)
- 2019: Nada será igual
- 2019: La innocència
- 2020: Diarios de la cuarentena (Fernsehserie)
- 2020–2024: HIT – Wer erzieht hier wen? (HIT, Fernsehserie)
- 2022–2024: You shall not lie – Tödliche Geheimnisse (Todos mienten, Fernsehserie)
- 2022–2024: Élite (Fernsehserie)

## Auszeichnungen und Nominierungen
Premios del Audiovisual Valenciano 2019
- Auszeichnung als beste Schauspielerin für La inocencia[5]

Goya 2020
- Nominierung in der Kategorie Beste Nachwuchsdarstellerin für La inocencia[6]